# حسن‌آباد (سلامی)
حسن‌آباد روستایی در دهستان سلامی بخش سلامی شهرستان خواف استان خراسان رضوی ایران است.

## جمعیت
بر پایه سرشماری عمومی نفوس و مسکن در سال ۱۳۹۵ جمعیت این روستا ۱٬۰۱۸ نفر (۲۷۶خانوار) بوده‌است.